# Cando (Dakota Północna)
Cando – miasto w Stanach Zjednoczonych, w stanie Dakota Północna, siedziba administracyjna hrabstwa Towner.